# Zeuxo normani
Zeuxo normani är en kräftdjursart som först beskrevs av H. Richardson 1905.  Zeuxo normani ingår i släktet Zeuxo och familjen Tanaidae. Inga underarter finns listade i Catalogue of Life.